# Biagota
Biagota byla patrně manželkou Boleslava I. a českou kněžnou.
O existenci Biagoty vypovídá pouze několik mincí. Kromě jména knížete Boleslava je na těchto denárech čitelný i nápis BIAGOTA se zkomoleninou „coniunx“, což znamená manželka. Nejčastěji se ražba tohoto typu mincí klade českými numismatiky (např. Gustavem Skalským, Olgou Palkoskovou či Lubošem Polanským) do šedesátých let 10. století. Numismatik Jiří Sejbal se však kloní k variantě, že tyto denáry byly raženy jako svatební a Biagota měla být chotí knížete Boleslava II.
Původ kněžny Biagoty není znám. V období romantismu bylo jméno někdy interpretováno jako slovanské Blahota, podklady pro tuto hypotézu ovšem chybí. Rovněž se usuzuje, že Biagota byla germánského či bulharského původu. Dle některých historiků byla Biagota dokonce dcerou bulharského cara Symeona I. Jiří Fidler přepokládá, že Biagota byla bulharská princezna a Boleslav I. se s ní oženil někdy v letech 928–930 díky kontaktům českého knížete Vratislava I. a bulharského cara Petra I. poblíž Nitranska.
Biagota bývá považována za matku Boleslava II. Michal Lutovský se domnívá, že Biagota mohla být pohřbena v hrobě K2 na Pražském hradě.